# Тајби Ајланд (Џорџија)
Тајби Ајланд (енгл. Tybee Island) град је у америчкој савезној држави Џорџија. По попису становништва из 2010. у њему је живело 2.990 становника.

## Демографија
Према попису становништва из 2010. у граду је живело 2.990 становника, што је 402 (11,9%) становника мање него 2000. године.
| Група             | 2000.         | 2010.         |
| Белци             | 3.219 (94,9%) | 2.770 (92,6%) |
| Афроамериканци    | 64 (1,9%)     | 94 (3,1%)     |
| Азијати           | 29 (0,9%)     | 35 (1,2%)     |
| Хиспаноамериканци | 43 (1,3%)     | 46 (1,5%)     |
| Укупно            | 3.392         | 2.990         |